# 山內面 (慶州市)
山內面（：／ Sannae myeon */?）是大韩民国庆尚北道庆州市下辖的一个面。

## 主要设施
- 山內商業高等學校